# Xavier Marmier
Xavier Marmier [ejtsd: marmié] (Pontarlier, 1809. június 24. – Párizs, 1892. október 11.) francia író.

## Élete
Esquisses poétiques (Párizs, 1830) című művével lépett fel, majd beutazta 1832 és 1838 között Svájcot, Hollandiát, Németországot és Skandináviát. Ezután 1839-ben az idegen irodalmak tanára Rennes-ben, 1840-ben a közoktatásügyi minisztérium, 1846-ban a Sainte Geneviève-könyvtár őre, 1884-ben pedig ez utóbbinak főkönyvtárosa lett. Ezen hivatalát 1885-ben tette le. Nevezetesebb irodalmi és kritikai munkái: Études sur Goethe (Strasbourg, 1835); Lettres sur le Nord (Párizs, 1840); Relation de voyage de la commission scientifique du Nord (uo. 1844); Histoire de la littérature en Danemark et en Suède (uo. 1839); Du Rhin au Nil (uo. 1846), melyben hazánknak (Hongrie) egy külön könyvet szentel; Du Danube au Caucase (uo. 1854), melyben ismét rokonszenvesen emlékezik meg Magyarországról, Franciára fordította Johann Wolfgang von Goethe, Friedrich Schiller és E. T. A. Hoffmann műveit. Írt még regényeket is: Les flancés du Spitzberg (Párizs, 1858); Gazida (uo. 1860); Drames du cœur (uo. 1868); Vie dans la maison (uo. 1876); Contes russes (uo. 1889) stb., melyek közül A kisértő (fordította Dózsa D., Kolozsvár, 1860) magyarul is megjelent. Marmier 1870 óta a Francia Akadémiának is tagja volt.

## Művei
- 1833: Pierre, ou les suites de l'ignorance
- 1833-1837: Choix de paraboles de Krummacher, 2 vol.
- 1837: Lettres sur l'Islande
- 1838: Langue et littérature islandaises. Histoire de l'Islande depuis sa découverte jusqu'à nos jours
- 1839: Histoire de la littérature en Danemark et en Suède
- 1840: Lettres sur le Nord, 2 vol.
- 1841: Souvenirs de voyages et traditions populaires
- 1842: Chants populaires du Nord. Lettres sur la Hollande
- 1844: Poésies d'un voyageur. Relation des voyages de la commission scientifique du Nord, 2 vol.
- 1845: Nouveaux souvenirs de voyages en Franche-Comté
- 1847: Du Rhin au Nil, 2 vol. Lettres sur l'Algérie
- 1848: Lettres sur la Russie, la Finlande et la Pologne, 2 vol.
- 1851: Les Âmes en peine, contes d'un voyageur. Lettres sur l'Amérique, 2 vol.
- 1852: Les Voyageurs nouveaux, 3 vol.
- 1854: Lettres sur l'Adriatique et le Monténégro, 2 vol. Les perce-neige. Du Danube au Caucase
- 1856: Un été au bord de la Baltique. Au bord de la Néva
- 1857: Les quatre âges. Les drames intimes, contes russes
- 1858: Les fiancés de Spitzberg. La forêt noire
- 1858-1859: Voyage pittoresque en Allemagne, 2 vol.
- 1859: En Amérique et en Europe
- 1860: Gazida. Histoires allemandes et scandinaves
- 1861: Voyage en Suisse
- 1862: Hélène et Suzanne. Voyages et littérature
- 1863: En Alsace : l'avare et son trésor
- 1864: En chemin de fer. Nouvelles de l'Est et de l'Ouest. Les mémoires d'un orphelin. Le roman d'un héritier
- 1866: Histoire d'un pauvre musicien
- 1867: De l'Est à l'Ouest, voyages et littérature
- 1868: Les Drames du cœur. Les Hasards, contes de la vie
- 1873: Impressions et souvenirs d'un voyageur chrétien. Robert Bruce : comment on reconquiert un royaume
- 1874: Les États-Unis et le Canada. Récits américains. Trois jours de la vie d'une reine
- 1876: La vie dans la maison. En pays lointains
- 1879: Nouveaux récits de voyages
- 1880: Antonia
- 1882: Légendes des plantes et des oiseaux
- 1883: À la maison. Études et souvenirs
- 1884: En Franche-Comté. Le succès par la persévérance
- 1885: Passé et présent. Récits de voyage
- 1889: À travers les tropiques
- 1890: Au Sud et au Nord. Prose et vers

## Magyarul
- A kísértő. Regény; ford. Dózsa Dániel; Stein, Kolozsvár, 1860